# Gravissimo officii munere
Gravissimo Officii Munere (en español, Gravísimo deber), es la encíclica del papa Pío X, publicada el 10 de agosto de 1906, en la que explica las medidas que ha debido tomar para defender y preservar la religión en Francia, tras la promulgación de la Ley de 1905, de separación de la Iglesia y el Estado; una ley que ya había denunciado en Vehementer Nos, del 11 de febrero de 1906.

## Contexto histórico
La aprobación por el Parlamento de la Tercera República Francesa de la Ley de 9 de diciembre de 1905, de separación de la Iglesia y el Estado, provocó una grave crisis entre la República de Francia y la Santa Sede. Pío X, en la encíclica Vehementer Nos (11 de febrero de 1906) condenó el modo en que la ley establecía esa separación.
Pero, aparte de otros motivos de fondo, la ley planteaba varias cuestiones que la Iglesia consideraba inadmisibles:
- La propiedad de los bienes destinados al público serían adjudicados a las asociaciones para el culto que deberían establecerse (art. 3).
- En caso de que esas asociaciones no llegasen a constituirse esos bienes se atribuirían a los establecimientos municipales de asistencia o beneficencia (art. 9)
- La ley establecía la regulación que debían seguir esas asociaciones (art, 18 y ss).
- Las reuniones para la celebración de los actos de culto son públicas, y quedan bajo la vigilancia de las autoridades en interés del orden público, aunque se sustituyen las formalidades previstas en la ley de 30 de junio de 1881, por una única declaración para todas las reuniones periódicas o accidentales que tengan lugar durante el año.

Los católicos se opusieron a menudo a entregar los inventarios que exigía la ley, y los sacerdotes rehusaron cumplir las formalidades a las que le sometía la ley.
Seis meses después de la Vehementer Nos y mediante la encíclica Gravissimo offici munere (10 de agosto de 1906), se prohibió la formación de las asociaciones de culto que preveía la ley para la administración de los bienes destinados al culto.

## Contenido de la encíclica
No habían pasado aun seis meses de la publicación de la encíclica Vehementer Nos cuando San Pío X dirige una nueva encíclica al episcopado francés, para explicar, las medias que ha considerado necesario adoptar para defender la religión; así lo expone al inicio de la encíclica:

Gravissimo officii munere defungimur, eoque iamdudum vobis debito, quibus post latam legem de Gallicae Reipublicae Ecclesiaeque discidio edicturos Nos tempori significavimus, quid ad tuendam conservandamque istic religionem facto opus esse arbitraremur.
Hoy cumplimos un grave deber de nuestro Oficio, un deber asumido en su momento cuando anunciamos, después de la promulgación de la ley de ruptura entre la República Francesa y la Iglesia, que indicaríamos a su debido tiempo lo que nos parecía necesario hacer para defender y preservar la religión en vuestra tierra natal.
Inicio de la encíclica Gravissimo Officci Munere

El papa se disculpa por haberles hecho esperar, sin exponer como había prometido las medidas que debían tomarse; se ha actuado así no solo por la gravedad del asunto y por el cariño a Francia, que le ha llevado a estudiar detenidamente cada uno de los artículos, y escuchar a los obispos reuniones en asamblea general, sobre las cuestiones que les había planteado. Una vez conocida la opinión de los obispos y de los cardenales, y tras orar pidiendo luces:

Respecto a las asociaciones de culto que la ley impone, Nos decretamos que ellas no pueden en absoluto ser constituidas sin violar los sagrados derechos que tienen en la misma vida de la Iglesia
Enc. Gravissimo officii munere §3.

Explica también cómo ha examinado si sería legítimo experimentar con otro tipo de asociaciones que fuesen al mismo tiempo legales, tanto respeto al derecho francés como al canónico, de modo que se evitase así las graves complicaciones que amenazan a los católicos franceses. Sin embargo, siendo la ley la que es, no hay ninguna esperanza de que esto sea posible. Por esto en papa afirma:

declaramos que no está permitido experimentar este otro tipo de asociación hasta que sea cierto y legal que la Constitución Divina de la Iglesia, los derechos inmutables del Romano Pontífice y los Obispos, así como su autoridad sobre los bienes que necesita la Iglesia, particularmente los edificios sagrados, estarán irrevocablemente en plena seguridad en estas asociaciones. No podemos permitir nada diferente sin traicionar la santidad de nuestro Oficio y sin conducir a la destrucción de la Iglesia de Francia.
Enc. Gravissimo officii munere §5.

Teniendo esto en cuenta, anima a los obispos para que trabajen y aprovechen todos los medios que la ley reconoce a ciudadanos, para organizar el culto religioso; para ello afirma el papa, cuentan con su oración; conscientes además de que les impone esta carga por amor a la Iglesia y a Francia.
Pasa después el papa a prevenirles contra las falsas interpretaciones con la que los enemigos de la Iglesia presentarán las órdenes que transmiten la encíclica, pues tratarán de persuadir al pueblo de que la finalidad de estas medidas no es la salvación de la Iglesia de Francia, sino una actitud contraria a la República Francesa y la ayuda a los partidos que desean derrocarla. Explica la encíclica que no es verdad que en situaciones similares la Santa Sede haya sido más complaciente con otras naciones. Pero si algún otro Estado se ha separado de la Iglesia, ha dejado a los católicos el recurso de libertad común a todos y la libre disponibilidad de sus bienes; aunque esa actuación haya sido injusta, no ha supuesto una situación intolerable a la Iglesia. Sin embargo, en Francia los autores de esta ley no se han limitado a hacer una ley de separación, sino de opresión, De este modo, aunque afirman deseos de paz, en realidad hacer una guerra atroz a religión y

siembran la semilla de la discordia más violenta, empujan a los ciudadanos unos contra otros, con grave daño, como todos ven, de la misma cosa pública.
Enc. Gravissimo officii munere §9.

Explica el papa que los autores de esa ley intentarán responsabilizarle de este conflicto y de sus dañinas consecuencias, pero cualquiera que juzgue los hechos que se exponen en la encíclica Vhementer Nos, comprenderá que nada se puede reprochar al papa, que pacientemente -por amor a Francia- ha soportado toda injusticia hasta llegar al límite que su deber apostólico no le permite superar.
Continúa la encíclica, a modo de conclusión, pidiendo a los católicos de Francia que luchen por la Iglesia, según las advertencias que el papa les hace:

Entonces, los hombres católicos de Francia, si realmente quieren dar testimonio de su sumisión y su devoción, luchan por la Iglesia de acuerdo con las advertencias que ya les hemos dado, es decir, con perseverancia y energía, pero sin actuar de una manera sediciosa y violenta. No será con violencia, sino con firmeza, que tendrán éxito, refugiándose en su buen derecho como en una ciudadela para aplastar la obstinación de sus enemigos; porque deben entender, como hemos dicho y repetido, que sus esfuerzos serán inútiles a menos que se unan en perfecto acuerdo para la defensa de la religión. Ahora tienen nuestro veredicto sobre esta nefasta ley y deben cumplir estas medidas de todo corazón y, sean cuales sean las opiniones que, hasta ahora y durante la discusión, hayan tenido unos u otros, imploramos a todos que nadie se permita ofender a nadie con el pretexto de que su opinión fue la mejor.
Enc. Gravissimo officii munere §11.

Concluye el papa la encíclica, pidiendo por la intercesión de María, la Virgen Inmaculada, la ayuda de la Divina Bondad en esta tarea; otorgando la Bendición Apostólica al episcopado y a toda la nación francesa.